# Всеслав Изяславич
Всесла́в Изясла́вич (990-е — 1003) — князь Полоцкий с 1001 года, сын (вероятно, старший) Изяслава Владимировича Полоцкого, внук Владимира Святого. Вероятно, первый среди полоцких князей, получивший княжение по наследству (после княжения отца), что олицетворяло закрепление полоцкого княжеского рода.

## Биография
Летопись содержит только дату его кончины. Сведений о жизни и деятельности нет. Скорее всего, Всеслав умер в детстве. Преемником его, ещё при жизни деда, стал брат, Брячислав.
При археологических раскопках в Могилёве найдено гончарное клеймо: трезубец с крестообразной вершиной центрального зубца и удвоенной вершиной правого зубца. Этот знак приписывается Всеславу Изяславичу.